# Oskar Munzel
Oskar Munzel est un général allemand de la Wehrmacht sous le Troisième Reich, puis un général de division de la Bundeswehr, sous la République fédérale d'Allemagne. 

## Biographie
Il sert comme officier durant la Première Guerre mondiale.
Il est membre de la Wehrmacht pendant la Seconde Guerre mondiale et un général de division dans la Bundeswehr, il commande la 2e Panzerdivision en 1945. Il est récipiendaire de la Croix de chevalier de la Croix de Fer.
Après la guerre, il sert comme conseiller militaire en Égypte, rejoint l'armée en 1956 et commande la brigade de Panzertruppenschule Bundeswehr à Münster. Il prend sa retraite en 1962 et travaille comme conseiller militaire à Taiwan pour la République des forces armées de la Chine avant de revenir en Allemagne.

## Décorations
- Croix de fer (1914) 2e classe
- Croix de fer (1939) 1re classe
- Spange zum Eisernen Kreuz 2e classe
- Croix allemande en or le 14 février 1943
- Croix de chevalier de la croix de fer le 16 octobre 1944 [1],[2]
- Commandeur de l'ordre du Mérite de la République fédérale d'Allemagne